# Štefan Herman
Štefan Herman (12. ledna 1901 – ???) byl slovenský a československý politik Komunistické strany Slovenska a poúnorový poslanec Národního shromáždění ČSR.

## Biografie
Ve volbách roku 1954 byl zvolen do Národního shromáždění za KSS ve volebním obvodu Stará Ľubovňa-Spišská Stará Ves-Sabinov. V parlamentu zasedal do konce jeho funkčního období, tedy do voleb v roce 1960. K roku 1954 se profesně uvádí jako strojník závodu Dukelské pily Orlov.